# Veronika Desinićka
Veronika Desinićka, död 1425, var en slovensk grevinna, känd för att ha varit föremål för en häxprocess år 1425. 
Hennes ursprung är obekräftat, men hon förmodas ha kommit från byn Desinić i Kroatien, efter vilken hon kallas Desinićka. Hon uppges ha varit av låg samhällsklass. Hon var möjligen anställd hos adelskvinnan Elizabeta Frankopanska när hon blev älskarinna åt dennas make greve Fredrik II av Celje. 
När Elizabeta Frankopanska avled 1422 anklagade Fredriks far Herman II av Cejle sin son för äktenskapsbrott med Veronika, då Fredrik ryktades ha mördat Elizabet för sin älskarinnas skull. 
Fredrik förhandlade med Venedig om skydd för sig och Veronika, och kunde sedan 1425 gifta om sig med Veronika trots motstånd från sin far och kejsar Sigismund.
Kung Sigismund bjöd in Fredrik II till Ungern , arresterade honom och överlämnade honom till sin far Herman II, medan Veronika arresterades och åtalades för att ha förtrollat sin make och för att ha försökt mörda sin svärfar med gift.
Häxprocessen mot henne har beskrivits som den första häxprocessen i Slovenien, men den misslyckades och hon frikändes från båda anklagelserna på grund av brist på bevis.
Detta skyddade henne dock inte från Herman, som fängslade henne i slottet Osterwitz och fick henne dränkt i badet av Jobst von Helfenberg, en av Hermanns riddare, den 17 oktober 1425.